# Luka Mkheidze
  Luka Mkheidze    (Tbilisi, Geòrgia, 5 de gener de 1996) és un judoka georgià, nacionalitzat francès, que competeix en la categoria de pes extra lleuger (actualment -60kg). Ha participat en 2 Olimpíades, guanyant 3 medalles, 1 d'elles d'or en la prova d'equips mixt dels Jocs Olímpics de París 2024. A més, ha guanyat 3 medalles (1 d'or) en els Campionats d'Europa.
El 2008, amb només 12 anys, Mkheidze va haver de fugir del seu país, degut a la Guerra a Ossètia del Sud entre Rússia i Geòrgia. Després de passar 8 mesos amb els seus pares a Polònia, els hi van denegar l'estatus de refugiats i van haver de marxar cap a França, on van aconseguir l'estatus de refugiats polítics i el 2015 va aconseguir la ciutadania francesa.

## Trajectòria professional
| Jocs Olímpics      | Jocs Olímpics | Jocs Olímpics | Jocs Olímpics |
| Any                | Seu           | Posició       | Prova         |
| ------------------ | ------------- | ------------- | ------------- |
| 2020               | Tòquio        | 3             | -60 kg        |
| 2024               | París         | 2             | -60 kg        |
| 2024               | París         | 1             | Equips mixt   |
| Campionat del Món  |               |               |               |
| 2018               | Bakú          | 1/16 final    | -60 kg        |
| 2019               | Tòquio        | 1/16 final    | -60 kg        |
| 2023               | Doha          | 1/16 final    | -60 kg        |
| 2024               | Abu Dhabi     | 1/8 final     | -60 kg        |
| 2025               | Budapest      | 1/8 final     | -60 kg        |
| Campionat d'Europa |               |               |               |
| 2019               | Minsk         | 7a posició    | -60 kg        |
| 2020               | Praga         | 1/16 final    | -60 kg        |
| 2021               | Lisboa        | 2             | -60 kg        |
| 2023               | Montepeller   | 1             | -60 kg        |
| 2025               | Podgorica     | 3             | -60 kg        |